# Afrim Taku
Afrim Taku (Tirana, 4 agosto 1989) è un ex calciatore albanese, di ruolo centrocampista.

## Carriera

### Club
Cresciuto nel Tirana, squadra con la quale ha debuttato nel campionato albanese nel 2010.
Il 1º luglio 2017 viene acquistato a titolo definitivo dalla squadra albanese dello Skënderbeu, con cui firma un contratto annuale con scadenza il 30 giugno 2018.

### Nazionale
Riceve la sua prima convocazione in Nazionale l'8 giugno 2015 per la partita amichevole contro la Francia del 13 giugno 2015.

## Statistiche

### Presenze e reti nei club
Statistiche aggiornate al 12 ottobre 2019.
| Stagione            | Squadra                | Campionato          | Campionato | Campionato | Coppe nazionali | Coppe nazionali | Coppe nazionali | Coppe continentali | Coppe continentali | Coppe continentali | Altre coppe | Altre coppe | Altre coppe | Totale | Totale |
| Stagione            | Squadra                | Comp                | Pres       | Reti       | Comp            | Pres            | Reti            | Comp               | Pres               | Reti               | Comp        | Pres        | Reti        | Pres   | Reti   |
| ------------------- | ---------------------- | ------------------- | ---------- | ---------- | --------------- | --------------- | --------------- | ------------------ | ------------------ | ------------------ | ----------- | ----------- | ----------- | ------ | ------ |
| 2008-2009           | Skrapari               | KP                  | 0+         | 0+         | CA              | 1               | 0               | -                  | -                  | -                  | -           | -           | -           | 1+     | 0+     |
| 2009-2010           | Tirana                 | KS                  | 0          | 0          | CA              | 0               | 0               | UCL                | -                  | -                  | SA          | 0           | 0           | 0      | 0      |
| 2010-2011           | Tirana                 | KS                  | 5          | 0          | CA              | 4               | 0               | UEL                | -                  | -                  | SA          | 0           | 0           | 9      | 0      |
| 2011-2012           | Tirana                 | KS                  | 25         | 0          | CA              | 16              | 0               | UEL                | 2                  | 0                  | SA          | 1           | 0           | 44     | 0      |
| 2012-2013           | Tirana                 | KS                  | 25         | 1          | CA              | 4               | 0               | UEL                | 4                  | 0                  | SA          | 1           | 1           | 34     | 2      |
| 2013-2014           | Tirana                 | KS                  | 23         | 2          | CA              | 4               | 1               | -                  | -                  | -                  | -           | -           | -           | 27     | 3      |
| 2014-2015           | Tirana                 | KS                  | 34         | 1          | CA              | 7               | 3               | -                  | -                  | -                  | -           | -           | -           | 41     | 4      |
| 2016-2017           | Tirana                 | KS                  | 34         | 9          | CA              | 8               | 4               | -                  | -                  | -                  | -           | -           | -           | 42     | 13     |
| Totale Tirana       | Totale Tirana          | Totale Tirana       | 146        | 13         |                 | 43              | 8               |                    | 6                  | 0                  |             | 2           | 1           | 197    | 22     |
| 2017-gen. 2018      | Skënderbeu             | KS                  | 14         | 5          | CA              | 3               | 0               | UEL                | 9                  | 0                  | -           | -           | -           | 26     | 5      |
| giu.-dic. 2018      | T.B. Rowdies           | USL                 | 15         | 0          | OC              | 0               | 0               | -                  | -                  | -                  | -           | -           | -           | 15     | 0      |
| 2019                | Charlotte Independence | USL                 | 26         | 0          | OC              | 1               | 0               | -                  | -                  | -                  | -           | -           | -           | 27     | 0      |
| set.-dic. 2019      | T.B. Rowdies           | USL                 | 4          | 1          | OC              | 0               | 0               | -                  | -                  | -                  | -           | -           | -           | 4      | 1      |
| Totale T.B. Rowdies | Totale T.B. Rowdies    | Totale T.B. Rowdies | 19         | 1          |                 | 0               | 0               |                    | -                  | -                  |             | -           | -           | 19     | 1      |
| Totale carriera     | Totale carriera        | Totale carriera     | 205        | 19         |                 | 48              | 8               |                    | 15                 | 0                  |             | 2           | 1           | 270    | 28     |

## Palmarès

### Club

#### Competizioni nazionali
- Coppa d'Albania: 3

Tirana: 2010-2011, 2011-2012, 2016-2017
- Supercoppa d'Albania: 2

Tirana: 2011, 2012